# Han kommer, han är nära
Han kommer, han är nära är en psalm med text skriven 1978 av Olov Hartman och musik skriven samma år av Sven-Erik Bäck.

## Publicerad i
- Psalmer och Sånger 1987 som nr 733 under rubriken "Framtiden och hoppet - Kristi återkomst".[1]